# Fortalesa Gremi
La fortalesa Gremi (en georgià: გრემი) és un monument arquitectònic del segle xvi, que consta de la ciutadella reial i l'església dels Arcàngels, a Kakhètia, Geòrgia. El complex és el que ha sobreviscut de la florent ciutat de Gremi i es troba al sud-oest de l'actual poble del mateix nom al districte de Kvareli, a 175 quilòmetres a l'est de Tbilisi, capital de Geòrgia.

## Història

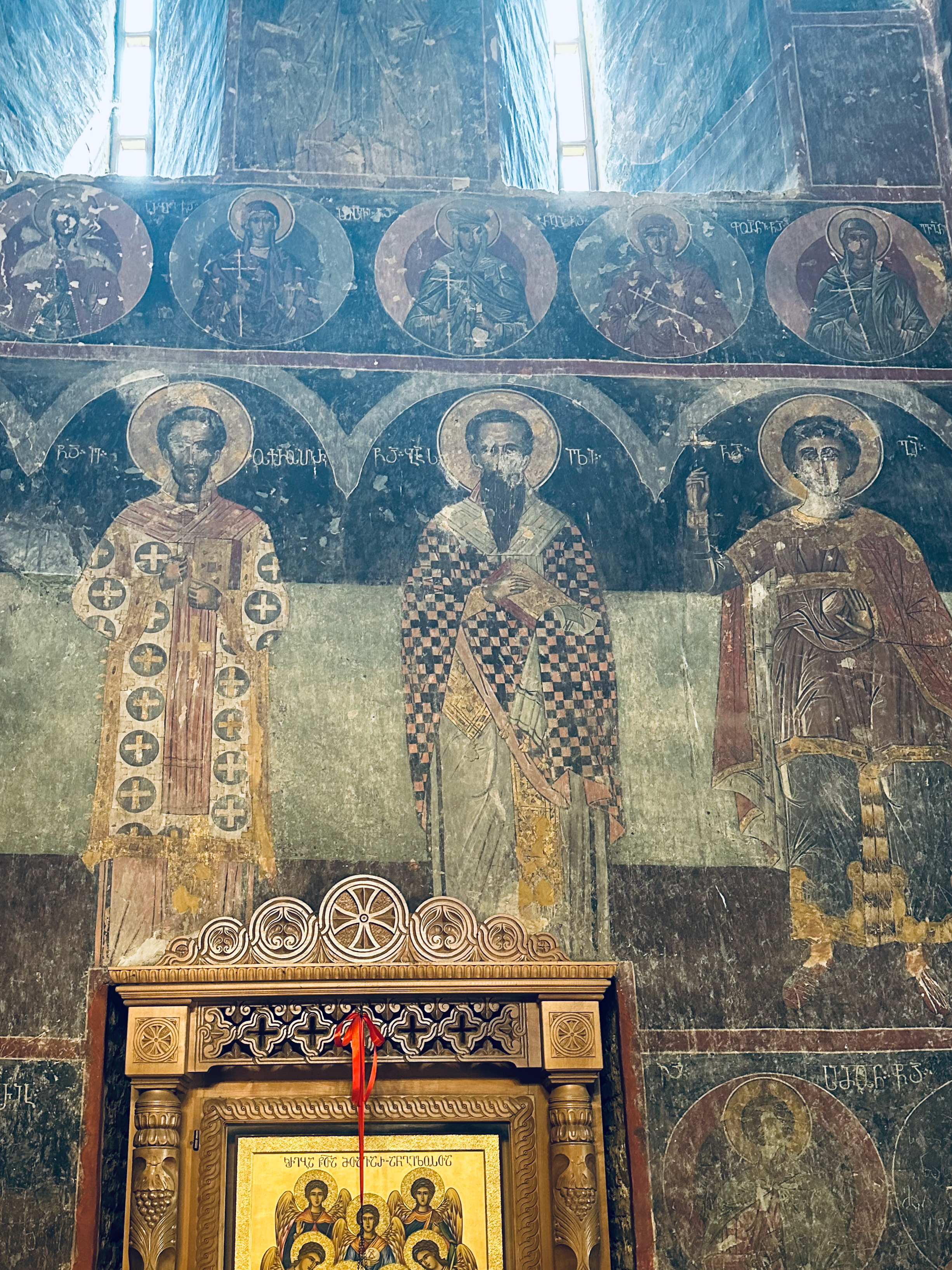
Frescos a l'interior

Gremi va ser la capital del Regne de Kakhètia als segles xvi i xvii. Fundada per Levan de Kakhètia, va funcionar com una animada ciutat comercial en la Ruta de la Seda i residència reial fins que va ser arrasada pels exèrcits d'Abbas I el Gran el 1615. La ciutat mai no va recuperar la prosperitat passada i els reis de Kakhètia van transferir la capital a Telavi a mitjan segle xvii, on n'hi havia una gran població armènia. El diplomàtic rus Fedor Volkonsky, que va estar-hi al segle xvii, va dir: «Els armenis tenen la seva pròpia església i el mercat darrere una altra era una altra església». També va dir que hi havia prop de 10 esglésies armènies a la vora del palau del rei.
El poble sembla haver ocupat una àrea d'aproximadament 40 hectàrees i estar compost de tres parts principals: el conjunt de l'església dels Arcàngels, la residència reial i el barri comercial. Al 1939-1949 i 1963-1967, respectivament, es van fer estudis arqueològics sistemàtics de la zona guiats per A. Mamulashvili i P. Zaaraia. Des de 2007, els monuments de Gremi han estat proposats per a la seva inclusió en la Llista de la UNESCO com a Patrimoni de la Humanitat.

## Arquitectura

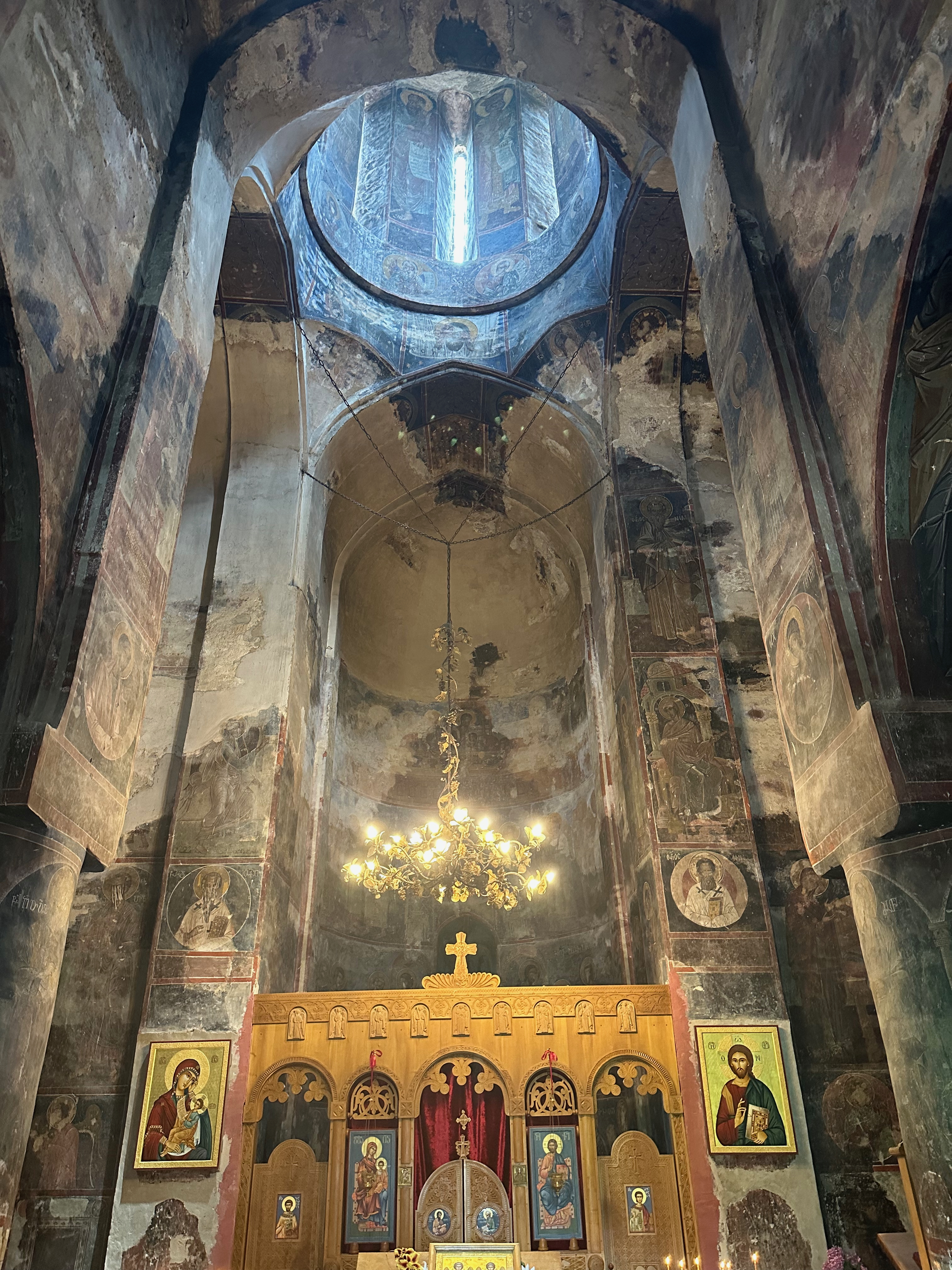
La nau interior

El complex de l'església dels Arcàngels està situat en un pujol i es compon de l'església dels Arcàngels Miquel i Gabriel, un castell de tres pisos, un campanar i un celler (marani). Està envoltat per una muralla assegurada per espitlleres i torres de defensa. També han sobreviscut restes del túnel secret que condueix al riu.

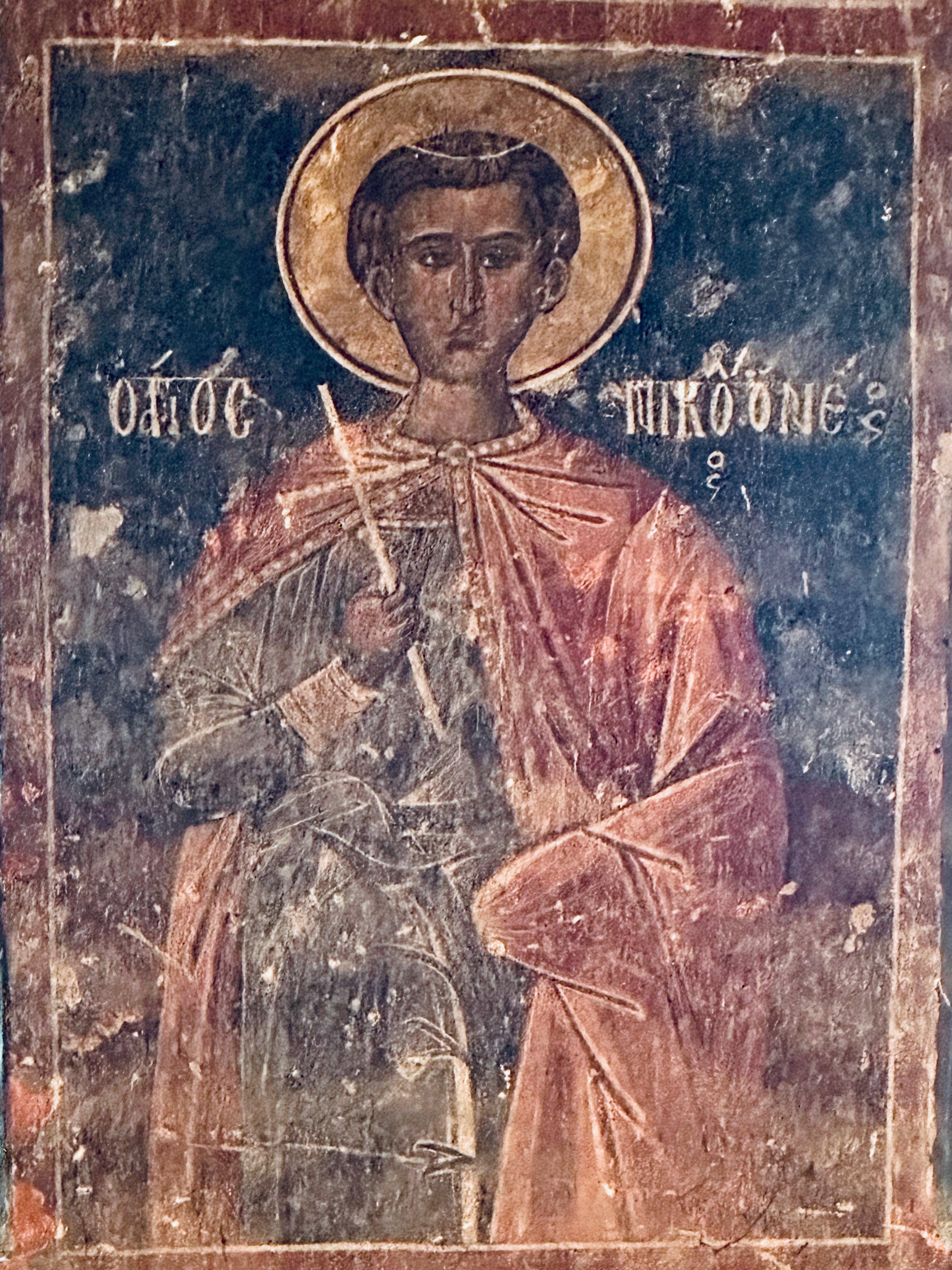
Fresc representant a Sant Màrtir Nicolau el Nou

L'església dels Arcàngels va ser construïda a instàncies del rei Levan de Kakhètia (r. 1520-1574) el 1565 i pintada al fresc el 1577. És una església amb cúpula cruciforme construïda principalment de pedra. El seu disseny combina amb l'obra georgiana tradicional amb una interpretació local del gust arquitectònic iranià contemporani. L'edifici té tres entrades, una cap a l'oest, una altra cap al sud i la tercera cap al nord. L'interior està coronat per una cúpula sostinguda per les cantonades de l'altar i dos pilars bàsics. La façana està dividida en tres trams arcats. La cúpula s'assenta sobre un tambor d'arcada cega perforat per vuit finestres.
El campanar també allotja un museu on s'exhibeixen diversos artefactes arqueològics i un canó del segle xvi. Les parets estan adornades amb una sèrie de retrats dels reis de Kakhètia realitzats pel pintor georgià Leven Chogoshvili (1985).